# Грачи (река)
Грачи (балка Конная) — река в России, протекает в Городищенском районе Волгоградской области. Сливаясь (слева) с рекой Сухой Каркагон, образует реку Сакарка, левый исток Паньшинки, бассейн Дона.

## География
Река начинается в Конной Балке восточнее посёлка Кузьмичи. Течёт на северо-восток. В балке несколько раз запружена. Ниже на левом берегу хутор Грачи. В посёлке Котлубань сливается с рекой Сухой Каркагон в 33 км выше устья Паньшинки. Длина реки составляет 25 км, площадь водосборного бассейна — 270 км².

## Данные водного реестра
По данным государственного водного реестра России относится к Донскому бассейновому округу, водохозяйственный участок реки — Дон от впадения реки Хопёр до города Калач-на-Дону, без рек Хопёр, Медведица и Иловля, речной подбассейн реки — Дон между впадением Хопра и Северского Донца. Речной бассейн реки — Дон (российская часть бассейна).
Код объекта в государственном водном реестре — 05010300512107000009484.